# Fenua Fala
Fenua Fala – wysepka wchodząca w skład atolu Fakaofo należącego do Tokelau. Osadnictwo zostało tam założone w 1960 roku.